# Ksi Hydrae
Ksi Hydrae (ξ Hya) – gwiazda w gwiazdozbiorze Hydry. Znajduje się około 130 lat świetlnych od Słońca.

## Charakterystyka
Jest to żółty olbrzym należący do typu widmowego G7. Świeci 60 razy jaśniej niż Słońce i ma temperaturę 4950 K. Masa tej gwiazdy jest ponad trzykrotnie większa niż masa Słońca, ma ona 276 milionów lat. Synteza termojądrowa w gwieździe toczy się obecnie w wodorowej otoczce nieaktywnego, helowego jądra.

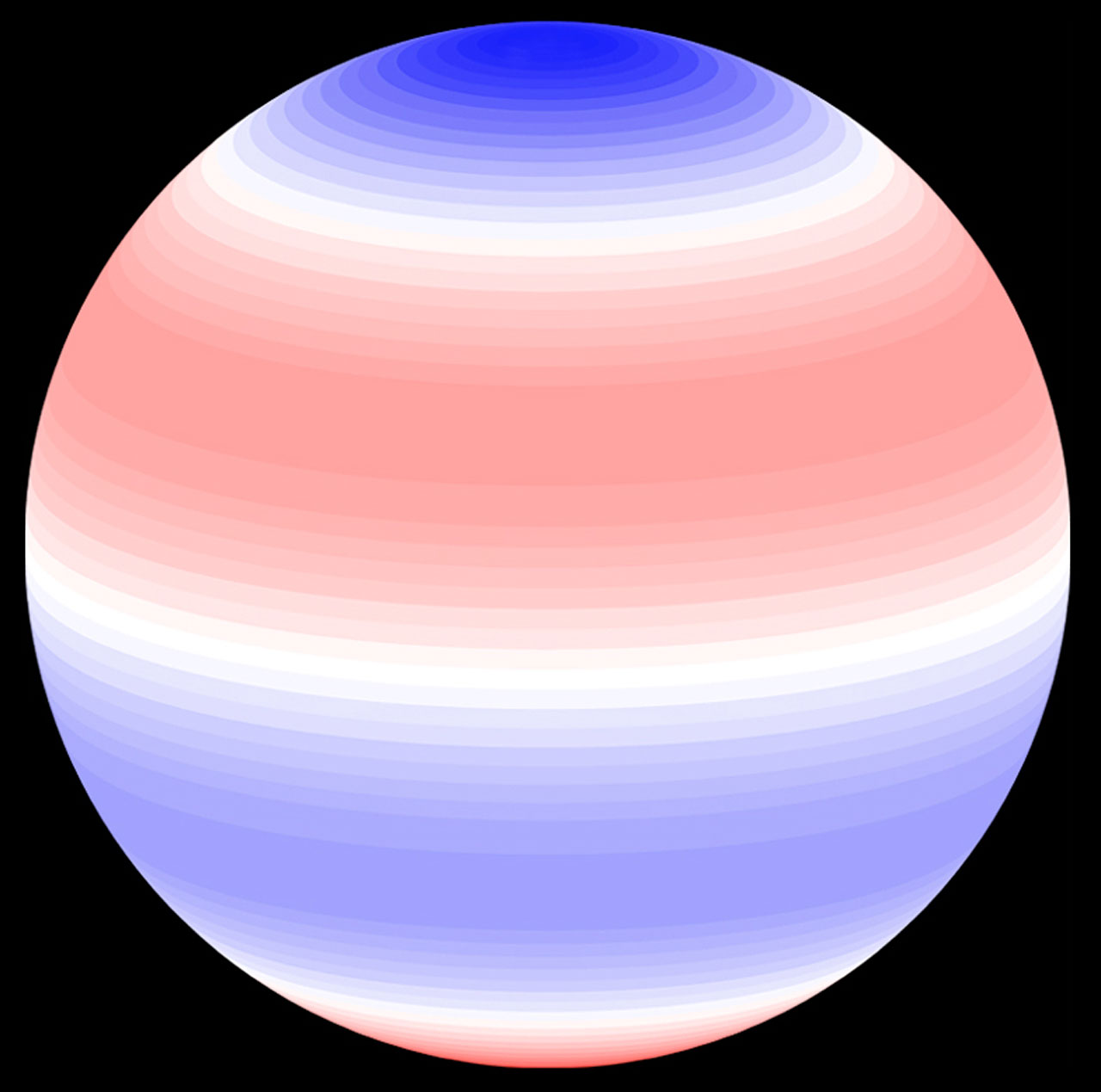
Wizualizacja nieradialnych drgań gwiazdy: kolor czerwony to obszary oddalające się od środka, niebieski – zbliżające się do niego; w kolejnej fazie oscylacji kierunki ruchu materii się odwracają

Był to pierwszy olbrzym, w którego przypadku asterosejsmologia pozwoliła zarejestrować oscylacje widocznej powierzchni gwiazdy. Tylko radialne oscylacje Ksi Hydrae, związane z falami ciśnienia, są podobne do tych obserwowanych na Słońcu. Inne drgania gwiazdy mają charakter oscylacji wypornościowych we wnętrzu, a w otoczce przybierają charakter fal akustycznych, co pozwala je wykryć. Jeden z czterech obserwowanych modów (trybów) oscylacji gwiazdy jest nieradialny.
Optyczna towarzyszka olbrzyma, Ksi Hydrae B, ma obserwowaną wielkość gwiazdową 10,7m, a na niebie dzieli ją od jaśniejszej gwiazdy 74,6 sekundy kątowej (pomiar z 2015 r.). Ma ona inny ruch własny i jest niezwiązaną gwiazdą tła.